# Пролаз (Трговиште)
Пролаз је село у општини Трговиште, Трговишка област, Бугарска. Према подацима из 2005. године има 102 становника.